# Hyperolius pickersgilli
Espèce
Statut de conservation UICN

 EN  : En danger
Hyperolius pickersgilli est une espèce d'amphibiens de la famille des Hyperoliidae.

## Répartition
Cette espèce est endémique d'Afrique du Sud. Elle se rencontre dans la zone côtière de la province du KwaZulu-Natal,.

## Étymologie
Cette espèce est nommée en l'honneur de Martin Pickersgill.

## Publication originale
- Raw, 1982 : A new species of reed frog (Amphibia: Hyperoliidae) from the coastal lowlands of Natal, South Africa. Durban Museum Novitates, vol. 13, p. 117-126.